# Стегич, Младен
Мла́ден Сте́гич (серб. Младен Стегић / Mladen Stegić; 14 ноября 1980, Белград) — сербский гребец, выступал за национальные сборные Югославии, Сербии и Черногории по академической гребле в первой половине 2000-х годов. Участник двух летних Олимпийских игр, серебряный призёр Кубка мира, чемпион мира среди юниоров, финалист европейских и мировых первенств, победитель и призёр многих регат национального значения.

## Биография
Младен Стегич родился 14 ноября 1980 года в Белграде. Активно заниматься греблей начал в возрасте двенадцати лет в 1992 году, первое время проходил подготовку в местном столичном клубе «Партизан», позже уехал учиться и тренироваться в США в Калифорнийском университете в Беркли, состоял университетском гребном клубе California Golden Bears.
Дебютировал на международной арене в 1997 году, выступив на чемпионате мира среди юниоров в бельгийском Хацевинкеле. Год спустя в программе безрульных двоек одержал победу на юниорском мировом первенстве в австрийском Линце. Ещё через год впервые выступил на Кубке мира по академической гребле и побывал на взрослом чемпионате мира в канадском Сент-Катаринсе.
Благодаря череде удачных выступлений Стегич вошёл в основной состав национальной сборной Сербии и Черногории и удостоился права защищать честь страны на летних Олимпийских играх 2000 года в Сиднее. Стартовал здесь в зачёте безрульных распашных четвёрок вместе с партнёрами Филипом Филипичем, Иваном Смиляничем и Бобаном Ранковичем — на стартовом квалификационном этапе они показали лишь пятый результат, но через дополнительный отборочный заезд, где были лучшими, всё же пробились в полуфинал. На стадии полуфиналов финишировали пятыми и попали тем самым в утешительный финал «Б». В утешительном финале «Б» сербско-черногорский экипаж занял второе место и, таким образом, расположился в итоговом протоколе соревнований на восьмой строке.
После сиднейской Олимпиады Младен Стегич остался в основном составе гребной команды Сербии и продолжил принимать участие в крупнейших международных регатах. Так, в 2001 году он побывал на чемпионате мира в Люцерне. В 2003 году выступил на мировом первенстве в Милане, в 2004 году завоевал серебряную медаль на этапе Кубка мира в польской Познани. Будучи одним из лидеров гребной команды Сербии и Черногории, благополучно прошёл отбор на Олимпийские игры в Афинах — вместе с напарником Николой Стоичем в безрульных двойках занял второе место на предварительном этапе, стал вторым в полуфинале, тогда как в решающем финальном заезде показал на финише пятый результат. Вскоре по окончании этих соревнований принял решение завершить карьеру профессионального спортсмена, уступив место в сборной молодым сербским гребцам.